# Bangkok
Bangkok (thailändska: กรุงเทพมหานคร, Krung Thep Maha Nakhon, eller bara กรุงเทพฯ, Krung Thep) är Thailands huvudstad. Bangkok är en självständig kommun (maha nakhon) på ungefär samma administrativa nivå som landets provinser. Staden hade cirka 8,3 miljoner invånare vid folkräkningen 2010, med cirka 14,6 miljoner invånare i hela storstadsområdet.
Staden är en av de ekonomiskt viktigaste städerna i Sydostasien och ett av världens populäraste turistmål. Stadsbilden är mycket varierande; moderna skyskrapor, kåkstäder, palats och ungefär 400 tempel blandas om vartannat.
Bangkok blev Thailands huvudstad 1782 då kung Rama I (Phra Phutthayotfa), grundaren av Chakridynastin, flyttade sitt residens från Thonburi på andra sidan floden Chao Phraya.

## Namn
På thailändska heter staden Krung Thep maha nakhon (กรุงเทพมหานคร, krung thêep máhǎa nákhɔɔn), vilket betyder "änglarnas stad", eller Krung Thep (กรุงเทพฯ, krung thêep) i kortform. En teori om den europeiska benämningen Bangkok kommer av Bang Makok, vilket betyder ungefär "olivlundarnas dal", och är vad de tidiga kolonialisterna kallade staden.
Bangkok har även ett längre ceremoniellt namn: Krung Thep Maha Nakhon Amon Rattanakosin Mahinthara Ayutthaya Mahadilok Phop Noppharat Ratchathani Burirom Udom Ratchaniwet Mahasathan Amon Phiman Awatan Sathit Sakkathattiya Witsanu Kamprasit 
(กรุงเทพมหานคร อมรรัตนโกสินทร์ มหินทรายุธยามหาดิลก ภพนพรัตน์ ราชธานีบุรีรมย์ อุดมราชนิเวศน์ มหาสถาน อมรพิมาน อวตารสถิต สักกะทัตติยะ วิษณุกรรมประสิทธิ์, krung thêep máhǎa nákhɔɔn àmon ráttànákoosìn máhǐntháraa yúttháyaa máhǎadìlók phóp nópphárát râatcháthaanii bùriirom ùdom râatchaníwêet máhǎasàthǎan àmón phímaan àwáttaan sàthìt sàkkàtháttìyá wítsànú kampràsìt, Änglarnas stad, residens för Indras heliga juvel … världens stora huvudstad, smyckad med nio värdefulla ädelstenar … Gudarnas och de pånyttfödda själarnas hem), vilket gör det till världens längsta ortnamn.

## Historia
Bangkoks historia går tillbaka till åtminstone tidigt 1400-tal (under Ayutthayariket), då den var en by på västra stranden av Chao Phraya. Den strategiska placeringen nära flodmynningen gjorde att ortens betydelse växte. Bangkok fungerade som en tullstation, med befästningar på bägge sidor av floden. 1688 skedde en belägring av det franska fortet i området, varefter den europeiska kolonialmakten tvangs att lämna landet.

### 1700- och 1800-talet
Efter att Ayuttaya fallit till det burmesiska imperiet 1767, etablerade den nyvalde kungen Taksin sin huvudstad på orten, vilket blev början på Thonbuririket (1767–1782). 1782 efterträddes denne av dynastigrundaren Rama I, som flyttade huvudstaden till Rattanakosin på den östra stranden av floden. Detta år räknas också som Bangkoks officiella grundande.
Under 1800-talet växte stadens betydelse som hamnstad och handelscentrum, med handel både med Kina och olika europeiska länder. Bangkok var som huvudstad också centrum för landets modernisering under andra halvan av 1800-talet. Under Mongkut (Rama IV) och Chulalongkorn (Rama V) introducerades bland annat ångmaskinen, tryckpressen och järnvägen.

### 1900-talet
Staden blev senare scen för strider mellan den militära och den politiska eliten. Detta ledde bland annat fram till störtandet av den absoluta monarkin 1932.
Under andra världskriget var Thailand förbundet med Japan och Bangkok blev föremål för de allierades bombräder. Under efterkrigstiden gynnades dock staden av återuppbyggnadshjälp från USA och den thailändska staten. Senare var staden permissionsområde för amerikanska trupper inblandade i krigen i Laos, Kambodja och Vietnam, vilket ökade turistsektorn och drev på prostitutionen i staden. Inflyttningen från landsbygden ökade Bangkoks befolkning bara under 1960-talet från 1,8 till 3 miljoner invånare.
Efter USA:s utträde ur Vietnamkriget 1973 ersattes den amerikanska närvaron av japanska företagsinvesteringar och Bangkok blev snart centrum för en växande finans- och industrisektor. Stadstillväxten fortsatte under de följande årtiondena, endast hejdad av 1997 års asiatiska finanskris. Den internationella turismen har fortsatt expandera, hjälpt av att Bangkok och övriga Thailand fått allt fler europeiska turister.

### Nutida säkerhet
Bangkoks brottsfrekvens är relativt måttlig i jämförelse med liknande städer världen över. De vanligaste brotten som turister erfar är fickstölder, väskryckningar och kreditkortsbedrägerier. Största risken för personlig säkerhet utgörs av trafikolyckor. Under 2010 inträffade 37 985 trafikolyckor i Bangkok, vilket ledde till 16 602 skadade och 456 dödsfall. Jämfört med resten av Thailand är dock antalet dödsfall i trafiken betydligt lägre. 

## Geografi
Staden är belägen vid floden Chao Phrayas strand, 40 kilometer norr om Thailandviken. Floden är i Bangkok ungefär 400 meter bred och staden ligger i genomsnitt 5 meter över havet. Bangkok täcker en yta på 1 565,2 km² och hela storstadsområdet är 7 761,5 km² stort.
Klimat
Staden ligger i den tropiska klimatzonen med en årsmedeltemperatur på 28,4 °C. Årsmedelnederbörden är 1 500 millimeter.
Monsunen styr de tre årstiderna:
- Regntid maj … oktober. Den regnigaste månaden är september
- Vinter november … januari. Den torraste månaden är januari
- Sommar februari … april

|                                            | Jan | Feb | Mar | Apr | Maj | Jun | Jul | Aug | Sep | Okt | Nov | Dec |
| ------------------------------------------ | --- | --- | --- | --- | --- | --- | --- | --- | --- | --- | --- | --- |
| Normaldygnets maximitemperaturs medelvärde | 32  | 33  | 34  | 35  | 34  | 33  | 33  | 32  | 32  | 32  | 32  | 31  |
| Normaldygnets minimitemperaturs medelvärde | 21  | 23  | 25  | 26  | 26  | 25  | 25  | 25  | 25  | 24  | 23  | 21  |
|                                            |     |     |     |     |     |     |     |     |     |     |     |     |
| Nederbörd                                  | 9   | 30  | 29  | 65  | 220 | 149 | 155 | 197 | 344 | 242 | 48  | 10  |

| Diagram | temperaturer i °C • månadsnederbörd i mm | temperaturer i °C • månadsnederbörd i mm | temperaturer i °C • månadsnederbörd i mm | temperaturer i °C • månadsnederbörd i mm | temperaturer i °C • månadsnederbörd i mm | temperaturer i °C • månadsnederbörd i mm | temperaturer i °C • månadsnederbörd i mm | temperaturer i °C • månadsnederbörd i mm | temperaturer i °C • månadsnederbörd i mm | temperaturer i °C • månadsnederbörd i mm | temperaturer i °C • månadsnederbörd i mm | temperaturer i °C • månadsnederbörd i mm |
|         | 9 32 21                                  | 30 33 23                                 | 29 34 25                                 | 65 35 26                                 | 220 34 26                                | 149 33 25                                | 155 33 25                                | 197 32 25                                | 344 32 25                                | 242 32 24                                | 48 32 23                                 | 10 31 21                                 |

|                                            | Jan | Feb | Mar | Apr | Maj | Jun | Jul | Aug | Sep | Okt | Nov | Dec |
| ------------------------------------------ | --- | --- | --- | --- | --- | --- | --- | --- | --- | --- | --- | --- |
| Normaldygnets maximitemperaturs medelvärde | 32  | 33  | 34  | 35  | 34  | 33  | 33  | 32  | 32  | 32  | 32  | 31  |
| Normaldygnets minimitemperaturs medelvärde | 21  | 23  | 25  | 26  | 26  | 25  | 25  | 25  | 25  | 24  | 23  | 21  |
|                                            |     |     |     |     |     |     |     |     |     |     |     |     |
| Nederbörd                                  | 9   | 30  | 29  | 65  | 220 | 149 | 155 | 197 | 344 | 242 | 48  | 10  |

| Diagram | temperaturer i °C • månadsnederbörd i mm | temperaturer i °C • månadsnederbörd i mm | temperaturer i °C • månadsnederbörd i mm | temperaturer i °C • månadsnederbörd i mm | temperaturer i °C • månadsnederbörd i mm | temperaturer i °C • månadsnederbörd i mm | temperaturer i °C • månadsnederbörd i mm | temperaturer i °C • månadsnederbörd i mm | temperaturer i °C • månadsnederbörd i mm | temperaturer i °C • månadsnederbörd i mm | temperaturer i °C • månadsnederbörd i mm | temperaturer i °C • månadsnederbörd i mm |
|         | 9 32 21                                  | 30 33 23                                 | 29 34 25                                 | 65 35 26                                 | 220 34 26                                | 149 33 25                                | 155 33 25                                | 197 32 25                                | 344 32 25                                | 242 32 24                                | 48 32 23                                 | 10 31 21                                 |

| Jan         | Feb         | Mar         | Apr         | Maj         | Jun         | Jul         | Aug         | Sep         | Okt         | Nov         | Dec         |
| ----------- | ----------- | ----------- | ----------- | ----------- | ----------- | ----------- | ----------- | ----------- | ----------- | ----------- | ----------- |
| 26 °C 79 °F | 26 °C 79 °F | 27 °C 81 °F | 27 °C 81 °F | 28 °C 82 °F | 28 °C 82 °F | 28 °C 82 °F | 28 °C 82 °F | 28 °C 82 °F | 27 °C 81 °F | 27 °C 81 °F | 26 °C 79 °F |

### Miljö
På senare år har Bangkoks enorma tillväxt lett till svåra miljöproblem såsom luftföroreningar. Ett led i att förhindra de stora luftföroreningarna var att införa Bangkok Mass Transit System.

## Styre och politik
1971 enades de båda stadskommunerna på skilda sidor av Chao Phraya-floden – Thonburi på västra stranden och Krung Thep på östra stranden – till en gemensam enhet. Året efter bildades den nya stadskommunen Krung Thep Maha Nakhon.

### Ledning och administration
Staden (kommunen) Bangkok avgränsas som en av landets provinser (changwat). Till skillnad från de 76 övriga provinserna utgör staden ett särskilt administrativt område, där guvernören väljs direkt på en fyra år lång mandatperiod. Guvernören och de fyra utsedda viceguvernörerna bildar tillsammans stadens högsta politiska ledning, กรุงเทพมหานคร (Krung Thep Maha Nakhon).
I särskilda val väljer de olika distrikten i staden en eller flera representanter i Bangkoks stadsråd (motsvarande en svensk kommunalfullmäktigeförsamling), som beslutar om kommunala föreskrifter och den kommunala budgeten. Efter 2014 års statskupp ställdes dock alla lokala val in, varefter alla ledamöterna i stadsrådet utsågs av landets nya regering den 15 september samma år. Nuvarande guvernör över Bangkok är polischefen Aswin Kwanmuang. Han tillsattes på sin post av militärstyret den 26 oktober 2016, efter att den senaste valda guvernören Sukhumbhand Paribatra blivit avstängd från sitt ämbete.
Bangkok är indelat i 50 distrikt (khet, motsvarande amphoe i andra provinser), vilka i sin tur delas upp i sammanlagt 180 underdistrikt (khwaeng, motsvarande tambon). Varje distrikt styrs av en distriktsdirektör som utsetts av guvernören. Distriktsråd, som väljs på fyra år långa mandatperioder, fungerar som rådgivande organ gentemot respektive distriktsdirektör.
Det centrala stadsstyret är indelat i 16 olika förvaltningar (departement), vilka sköter olika delar av den kommunala administrationen. De flesta av dessa berör stadens infrastruktur, inklusive för stadsplanering, byggkontroll, transporter, vatten och avlopp, park- och gatuförvaltning, liksom för utbildning, sjukvård och räddningstjänst. Det centrala stadsstyret har ansvaret för att implementera de kommunala föreskrifterna, medan ansvaret för lag och ordning faller under den centrala, statliga polismyndigheten.

### Stadsvapen och betydelse
Stadens vapen visar den hinduiska guden Indra som rider bland molnen på Airavata, en gudomlig vit elefant som på thai är känd som Erawan. I sin hand håller Indra sitt vapen, vajra. Vapnet är baserat på en målning av prins Naris. Det officiella "stadsträdet" är benjaminfikus. Stadens officiella slogan stadfästes 2012 och lyder:
Byggd av gudomar är detta administrativa centrum, med sina bländande palats och tempel, Thailands huvudstad
กรุงเทพฯ ดุจเทพสร้าง เมืองศูนย์กลางการปกครอง วัดวังงามเรืองรอง เมืองหลวงของประเทศไทย

(Krungtheph‡ duc theph s̄r̂āng meụ̄xng ṣ̄ūny̒klāng kār pkkhrxng wạd wạng ngām reụ̄xngrxng meụ̄xngh̄lwng k̄hxng pratheṣ̄thịy)
I rollen som huvudstad i Thailand är Bangkok säte för alla centrala delar av landets statsmakt. Regeringsbyggnaden, parlamentet, högsta domstolen, förvaltningsdomstolen och författningsdomstolen är alla belägna i staden. Här finns också Stora palatset och Dusitpalatset, det officiella respektive de facto residenset för Thailands kung. De flesta av landets ministerier har också sina huvudkvarter i staden.

### Stor-Bangkok
Stor-Bangkok omfattar följande provinser:
|               | Yta km² | Befolkning (2010) | Bef.-täthet Inv/km² |
| ------------- | ------- | ----------------- | ------------------- |
| Bangkok       | 1 568,2 | 8 305 218         | 5 296,02            |
| Nonthaburi    | 622,3   | 1 334 083         | 2 143,79            |
| Samut Prakan  | 1 004,5 | 1 828 694         | 1 820,50            |
| Pathum Thani  | 1 525,9 | 1 327 147         | 869,75              |
| Samut Sakhon  | 872,30  | 887 191           | 1 017,07            |
| Nakhon Pathom | 2 168,3 | 943 892           | 435,31              |
| Totalt        | 7 761,5 | 14 626 225        | 1 884,46            |

## Ekonomi och samfärdsel

### Näringsliv

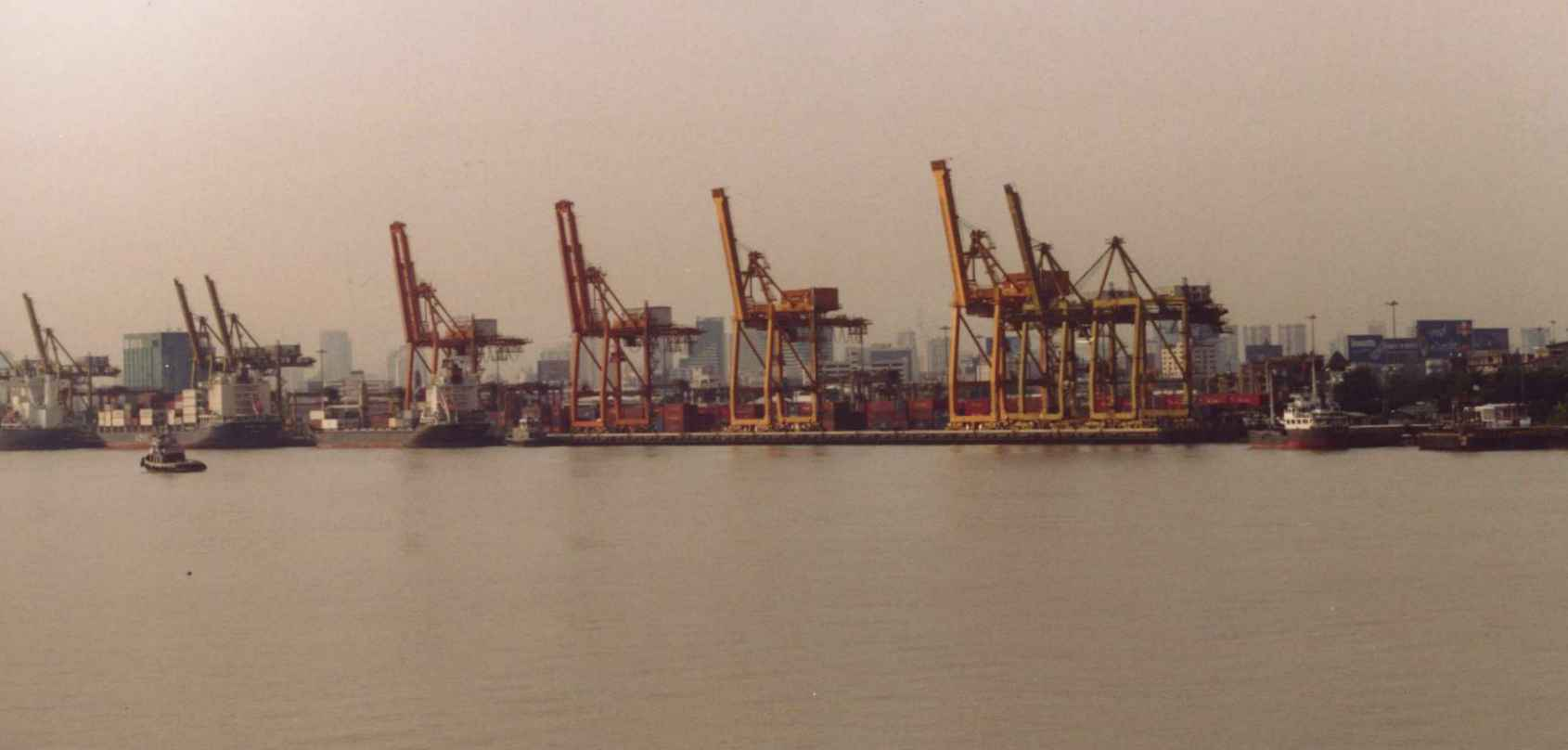
Delar av Bangkoks hamn.

Staden är ett betydande industri- och handelscentrum i Sydostasien. Som trafikknutpunkt och hamnstad sammanför Bangkok 90 procent av Thailands export, och nästan all import och export till och från Thailand hanteras via Bangkoks hamn. Enligt uppgifter från landets nationella statistiska myndighet (NSO) från 2006 skapade staden 28,0 procent av Thailands bruttonationalprodukt (BNP) och hela Bangkok Metropolitan Region 43,7 procent av landets BNP. Det motsvarade en omsättning av 2,19 biljoner Baht (hela Thailand 7,82 biljoner Baht).
De viktigaste industrigrenarna är livsmedel, pappersvaror och textil.
Flera stora koncerner som är verksamma över hela världen har fabriker i Bangkok, däribland Toyota, Philips, Sony, Compaq och Tesco.

### Turism
De kinesiska kvarteren, Chinatown och nöjesdistriktet Patpon, är av turister omtyckta stadsdelar. Detsamma gäller gatorna Khao San Road, Silom Road och Bangkoks största torg, Sanam Luang. Fem sevärdheter som Thailands turistmyndighet lyfter fram är templen Wat Phra Kaew, Wat Arun, Wat Pho och Wat Saket (det gyllene berget), liksom Chatuchaks helgmarknad.
Enligt Thailands myndighet för turism hade staden 36,2 miljoner besökare 2006.
En välkänd del av tjänstesektorn i Bangkok är prostitution och andra delar av sexbranschen, vilken på nationell basis engagerar minst 200 000 eller 300 000 människor – den övervägande delen kvinnor. Prostitutionen, eller åtminstone den öppna marknadsföringen av den, är olaglig men ofta tolererad av polis och andra myndigheter. I Bangkok är den uppdelad i ett halvdussin olika delar av staden, med Patpong som en välkänt prostitutionsstråk. En stor del av de prostituerade är organiserade genom stiftelsen Empower, en stödorganisation för den thailändska sexbranschen grundad 1984.

### Bankväsen
Thailands centralbank ligger i Bangkok. Uttagsautomater finns. Valutan är baht (THB).

### Kommunikationer

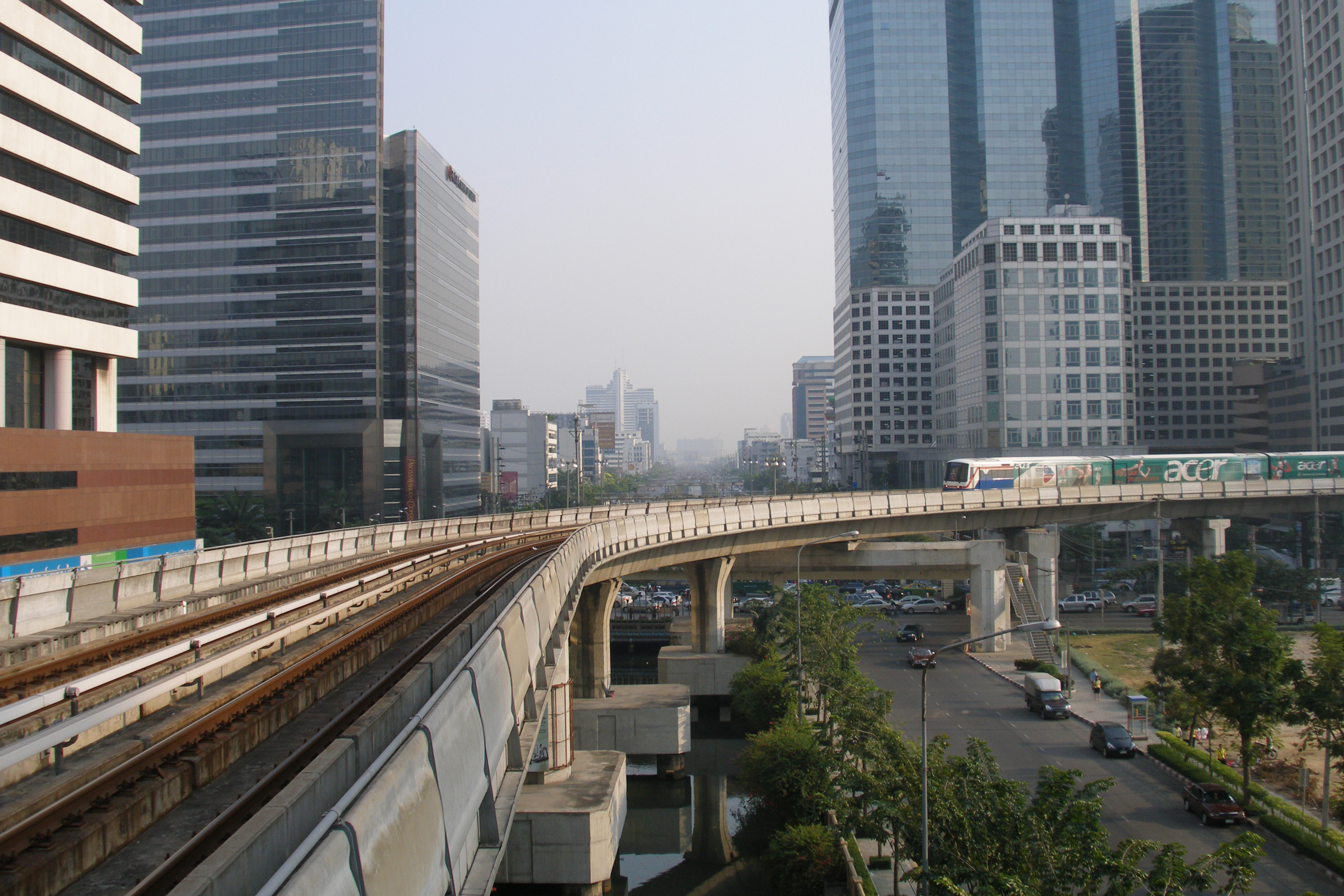
Bangkok Skytrain.

Tidigare fanns 24 km norr om stadens centrum en betydande flygplats med namnet Don Mueang. 2006 invigdes Suvarnabhumiflygplatsen 25 km öster om staden. Flygplatsens kapacitet är 45 miljoner passagerare per år. Den gamla flygplatsen används idag bland annat för Air Asias inrikes- och utrikesflygningar.
Thailands första järnvägslinje öppnades 1893-04-11. Den gick från Bangkok till Pak Nam. Idag finns ett stort antal järnvägslinjer, de flesta tågen går till centralstationen Hua Lamphong. Andra stationer är Makkassan, Samsen och Wongwienyai,
Redan under 1800-talet fanns regelbundna förbindelser med ångfartyg till Hongkong, Singapore och Saigon. År 2004 förmedlade Bangkoks hamn 15,3 miljoner ton produkter.
Den stora floden Chao Phraya, som genomkorsar staden, är en viktig vattenväg, som trafikeras av vattentaxi-båtar, som även kan gå i en mängd kanaler, kallade klong, som utgår från floden.
Gatutransporter kan ske med enkla taxifordon, närmast en trehjulig motorcykel med en soffa baktill, som rymmer ett par personer. Dessa fordon kallas med ett onomatopoetiskt ord tuk-tuk.

## Demografi
Stor-Bangkok består av Bangkok stad samt fem omgivande provinser, som tillsammans bildar en av Thailands geografiska och statistiska regioner, Krung Thep Mahanakhon Lae Parimonthon (betyder ungefär Bangkok med omgivning). Tillsammans täcker de en yta av 7 762 km² och har en registrerad folkmängd som 2007-04-04 uppgick till 9 988 400. Den totala befolkningen, inklusive i Bangkok oregistrerad befolkning, ligger dock högre och beräknades till cirka 12 miljoner invånare 2009.
De personer som är oregistrerade i Bangkok, trots att de numera bor där, är i stället registrerade på sina födelseorter.
Antalet människor som vistas i stor-Bangkok dagtid på vardagar beräknas uppgå till över 13 miljoner.
- Förväntad livslängd:
  - Män 65 år
  - Kvinnor 73 år
- Könsfördelning män/kvinnor (%): 49,5/50,5
- Etniska minoriteter: Kineser, indier, araber, malajer.
- Religioner:
  - Buddhister 93 %
  - Övriga: muslimer, kristna, animister, hinduer

## Kultur och sevärdheter

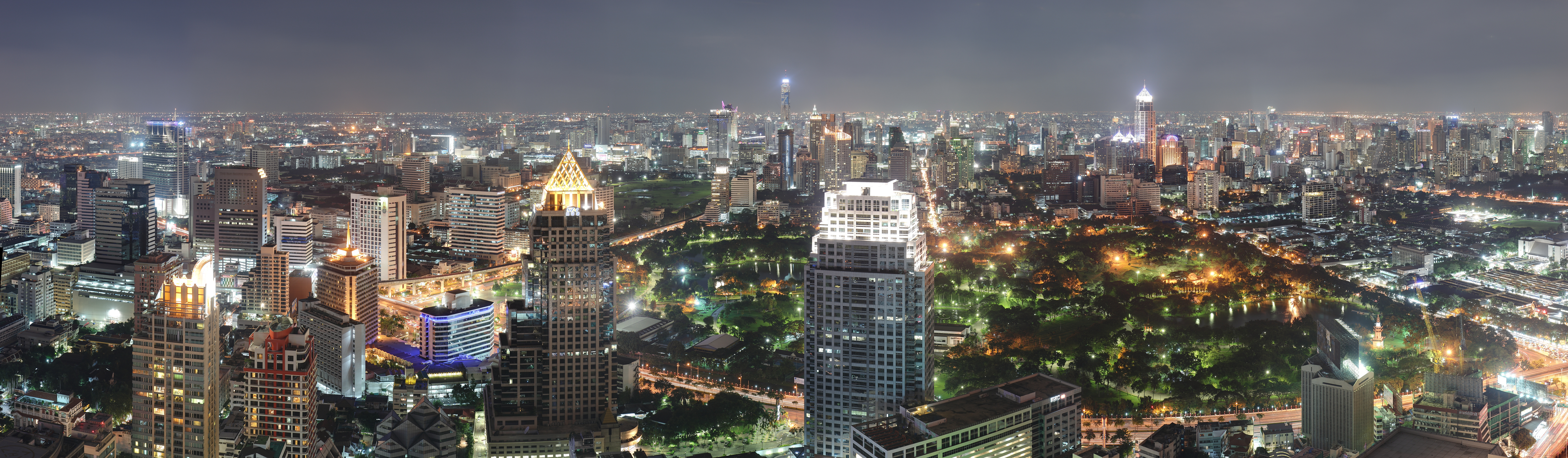
Nattlig vy över Bangkok

I hela staden finns ungefär 400 Wat (buddhistiska tempel), bland annat Wat Mahathat som inhyser ett buddhistiskt universitet.
I Bangkok finns Thailands Nationalteater.

### Museer
- Thailands flygvapenmuseum
- Bild- och teknikmuseet
- Kungliga båtmuseet
- Nationalgalleriet
- Nationalmuseet. Thailändsk konst från bronsåldern och framåt till nutid
- Naturhistoriska museet

### Sevärdheter
- Ban Kamthieng Siam Society
- Chitlatatdapalatset, omflutet av vatten
- Chulalongkornuniversitetet
- Democracymonumentet
- Försvarsministeriet
- Jim Thompsons hus
- Kungliga centrumet för konsthantverk
- Ormfarm
- Pak Klong Talad
- Phrachao Taksin-statyn
- Radjadamnoen
- Royal Bangkoks Sports Club
- Stora Palatset, ett helt kvarter, där bland annat kungliga templet Wat Phra Keo ligger
- Suan pakkard-palatset
- Vajiravudh College
- Vimanmekpalatset, byggt helt i teak, Tectona grandis.

### Tempel
- Lak Muang
- Wat Anin
- Wat Benchemobophit, marmortemplet
- Wat Bowonnivet
- Wat Indravihan
- Wat Mahatat, sammanbyggt med Thamassouniversitetet
- Wat Phra Keo, kungliga templet med smaragdbuddhan
- Wat Pho, den liggande buddhans tempel, Bangkoks äldsta och största tempel
- Wat Ra Kang
- Wat Rachabophit
- Wat Saket, tempel med buddahreliker; ligger på en konstgjord kulle kallad Gyllene berget, Bangkoks högsta punkt
- Wat Sutat
- Wat Traimit, den gyllene buddhans tempel.
- Wat Arun

## Vänorter
Bangkok har ett antal vänorter. De är:
- Washington, D.C., USA (1962)
- Peking, Kina (1993)
- Moskva, Ryssland (1997)
- Manila, Filippinerna (1997)
- Sankt Petersburg, Ryssland (1997)[21]
- Seoul, Sydkorea (2006
- Ankara, Turkiet (2006)
- Hanoi, Vietnam (2006)
- Ulan Bator, Mongoliet (2006)
- Brisbane, Australien (2007)
- Milano, Italien (2007)
- Liverpool, Storbritannien (2007)
- Fukuoka prefektur, Japan (2007)
- Budapest, Ungern (2007)
- Sydney, Australien (2007)
- Perth, Australien (2007)
- Ragunda, Sverige[22][23]
- Warszawa, Polen